# Kolíňany
Kolíňany este o comună slovacă, aflată în districtul Nitra din regiunea Nitra. Localitatea se află la altitudinea de 199 m deasupra n.m., se întinde pe o suprafață de 12,5 km2 și în 2017 număra 1.582 de locuitori.

## Istoric
Localitatea Kolíňany este atestată documentar din 1113.

## Demografie
| An:                | 1994 | 2004   | 2014   | 2024   |
| ------------------ | ---- | ------ | ------ | ------ |
| Număr de persoane: | 1408 | 1465   | 1606   | 1558   |
| Diferență:         |      | +4,04% | +9,62% | −2,98% |

| An:                | 2023 | 2024   |
| ------------------ | ---- | ------ |
| Număr de persoane: | 1555 | 1558   |
| Diferență:         |      | +0,19% |